# Simulium guniki
Simulium guniki är en tvåvingeart som beskrevs av Takaoka 2001. Simulium guniki ingår i släktet Simulium och familjen knott. Inga underarter finns listade i Catalogue of Life.